# من دون تصريح
من دون تصريح أو تركة الآثام (بالإسبانية: Vivir sin permiso)‏ هو مسلسل إسباني عرض على قناة MBC4, أولا ثم على MBC Action ومنصة نتفليكس.

## قصّة المسلسل
قصة نيمو بانديرا، تاجر مخدرات بواجهة رجل أعمال نظيف، تم تشخيص إصابته بمرض الزهايمر. تدور أحداث الموسم الأول حول التحديات التي يواجهها بانديرا داخل عائلته وشبكة أعماله. سيشهد الموسم الثاني كيف يحاول الرجل الثاني في القيادة سرقة إمبراطورية الأعمال من وريثها الشرعي، مما يؤدي إلى الخيانة والعنف والفوضى في حياة بانديرا.